# Brasserie Mollard
La Brasserie Mollard es una de las braserías más antiguas de París. Su decoración es obra de Édouard-Jean Niermans, arquitecto del Hôtel Negresco de Niza, el Hôtel de Paris de Monte-Carlo y el cabaret Moulin-Rouge, asistido por Eugène Martial Simas.

## Origen
Originario de Saboya, Monsieur y Madame Mollard aterrizaron en París en 1867. Monsieur Mollard entrega carbón mientras su esposa sirve vino, cerveza y absenta en el mostrador.
Bien ubicada, frente a la Gare Saint-Lazare, la Maison Mollard fue un gran éxito. Treinta años después de su llegada, Monsieur Mollard pudo emprender un trabajo considerable y creó el establecimiento más hermoso de París en un estilo moderno. Durante la época del Art Nouveau, encargó la transformación de su establecimiento al arquitecto Édouard-Jean Niermans.

## Historia

### El barrio
El 27 de agosto de 1837 marcó la salida del primer tren de Embarcadère, Gare Saint-Lazare hacia Saint-Germain-en-Laye. El barrio de Saint-Lazare seguía siendo sólo los suburbios parisinos., el barrio tomó la forma que conocemos hoy, creció muy rápido.

### La cervecería
En 1895, Maison Mollard creó el evento convirtiéndose en el restaurante más chic y el lugar de encuentro de lujo más vanguardista del barrio más moderno de París. Los Gil Blas anunciaron la apertura del establecimiento en 1895.
En 1928, fue comprada por la familia Gauthier y, de 1930 a 1934, el establecimiento pasó por la crisis como todos los negocios de la época. Estos fueron el ascenso del Frente Popular y la marcha a la Segunda Guerra Mundial. Esto apenas cambió la actividad, pero por otro lado, bajo la Ocupación, el establecimiento permitió a muchos habitantes del distrito sobrevivir en la escasez; cada día la cola se hacía más larga frente a la puerta.
En 1945, la vida empresarial comenzó de nuevo, y su clientela de posguerra estaba formada principalmente por personas de Rouen y Le Havre que, al reanudar sus negocios parisinos, ante la escasez de oficinas, ocuparon salones en el restaurante. Dos días a la semana recibían a los proveedores por la mañana ya sus clientes por la tarde, en torno a rondas de aperitivos. Se convirtió en el lugar de encuentro de los líderes empresariales, el "despacho".
En la década de 1950, volvió a convertirse en un restaurante por derecho propio e incluso enloqueció a todo París con su fórmula de la tortilla sorpresa. : todo era servido a discreción en la mesa por una suma de 10 francos. Esta idea sedujo sin dificultad a los parisinos que aún conservaban los malos recuerdos de tantos años de escasez. La fórmula duró hasta finales de la década de 1960 y aseguró el éxito de Maison Mollard . Luego, poco a poco, este distrito se fue transformando en un distrito de negocios y entretenimiento.
Fue catalogada como monumento histórico desde el 9 de noviembre de 1989.

## Decoraciones

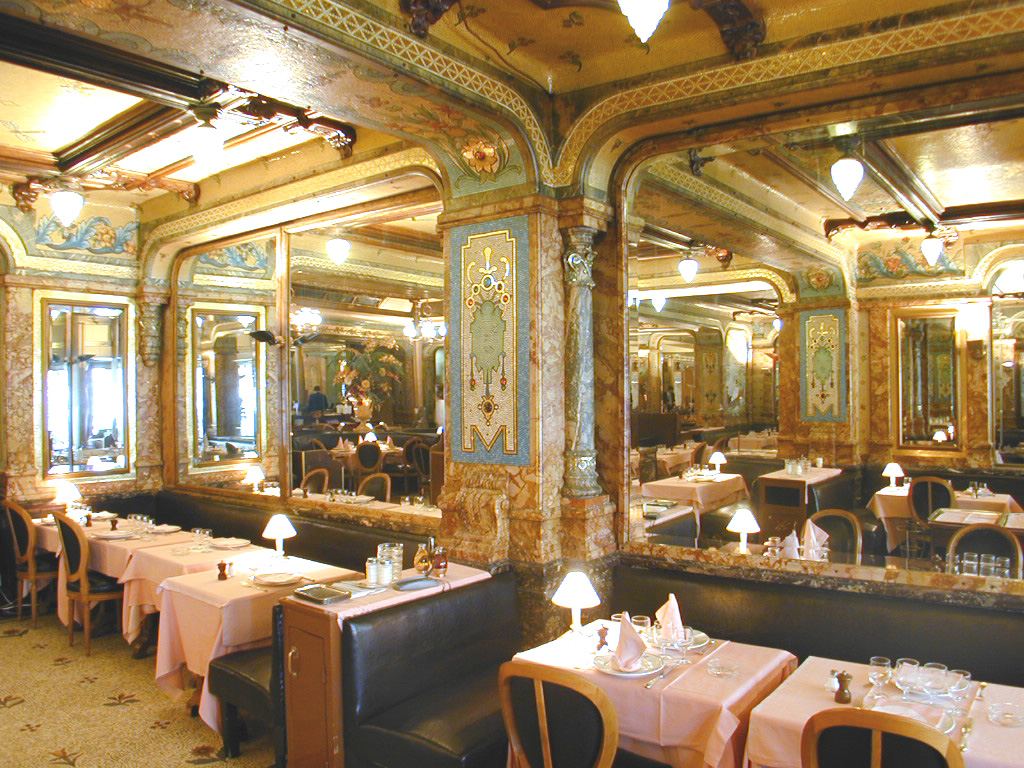

Se pidió a los talleres de Sarreguemines que crearan piezas únicas sobre el tema de la vida alrededor de la estación de Saint-Lazare a partir de mosaicos especialmente traídos de Italia. Estas piezas evocan Deauville, Saint-Germain-en-Laye, Ville-d'Avray, la entrada y salida de la estación de Saint-Lazare, un « buena parte de la época, sin olvidar Alsacia y Lorena, inevitable en este año 1895. Las columnas y los techos están decorados con esmaltes dimensionados de esmaltes Briare con motivos de flores e insectos tratados en el típico estilo Art Nouveau.
Edouard-Jean — arquitecto que diseñó, entre otras cosas, e el  cabaret , tenía el control de toda la producción,, dibujó los modelos de sillas, mesas, lámparas, percheros y caja registradora. Muchos mosaicos y lozas están firmados por Eugène Martial Simas.
Sin embargo, después de la Primera Guerra Mundial, la mayor parte de la clientela de Mollard había desaparecido. El negocio moría lentamente. Al considerar la decoración demasiado anticuada, y con el fin de relanzar el restaurante, se cubrió la mayor parte de la decoración con pintura y grandes espejos, lo que permitió encontrar casi todo el marco intacto, cincuenta años después. Sin embargo, el dosel central se derrumbó en 1920.
En 1965, la dirección decidió restaurar las antiguas decoraciones, la mayor parte de las cuales se había conservado. Todos los grandes frescos de la época han sido restaurados, solo uno se perdó. Volvió entonces a su ambientación de 1895 y a su decoración histórica, realizada en mármol verde agua, azul rey, dorado, beige y marrón en las grandes columnas y en todo el entorno de los antiguos mosaicos, realizada por Henri Bichi en esmaltes Briare y Eugene Martial Simas.
Sin embargo, se crearon el pequeño salón rosa, así como dos salones separados, llamados los Jardines de L'Isly previsto para seminarios y otras reuniones.
En 2011, se consultó al diseñador de interiores Philippe André para proponer un proyecto de modificación de fachada, completado en 2013.

## Características
- Brasserie Mollard es independiente.[3]
- Dos salones privados : “ Inviernos " y " las tres estaciones "forma" los jardines de isly para organizar recepciones, seminarios, cócteles.

## Cocina
El chef ofrece cocina tradicional francesa acentuada en pescados y mariscos.